# Janina Kuzma
Janina Kuzma (* 17. September 1985 in Brisbane) ist eine neuseeländische Freestyle-Skierin. Sie ist zweifache Olympionikin (2014, 2018) und startet in der Disziplin Halfpipe.

## Werdegang
Kuzma nimmt seit 2009 an Wettbewerben der AFP World Tour teil. Dabei holte sie im August 2009 bei den „New Zealand Freeski Open“ in Cardrona ihren ersten Sieg. 
2011 wurde sie Dritte bei der Weltmeisterschaft im Rahmen der Freeride World Tour.
Im Weltcup debütierte sie im August 2012 in Cardrona und belege dabei den vierten Platz. Bei den Freestyle-Skiing-Weltmeisterschaften 2013 in Voss errang sie den zehnten Platz. Im folgenden Jahr wurde sie bei ihrer ersten Olympiateilnahme in Sotschi Fünfte im erstmals ausgetragenen Halfpipe-Wettbewerb. 
Zu Beginn der Saison 2014/15 siegte sie bei den New Zealand Freeski Open in Cardrona. Im weiteren Saisonverlauf holte sie in Copper Mountain ihren ersten Weltcupsieg und belegte beim Weltcup in Park City den dritten Rang. Die Saison beendete sie auf dem zweiten Rang im Halfpipe-Weltcup und dem zweiten Platz in der AFP World Tour Halfpipewertung. Zu Beginn der folgenden Saison belegte sie beim Weltcup in Cardrona den zweiten Rang und siegte bei The North Face Freeski Open in Cardrona. Im weiteren Saisonverlauf errang sie beim U.S. Grand Prix und Weltcup in Mammoth den dritten Rang und zum Saisonende den vierten Platz im Halfpipe-Weltcup. 
Bei den Winter-X-Games 2016 in Aspen wurde sie Fünfte und bei den X-Games Oslo 2016 in Oslo Siebte. Im folgenden Jahr kam sie bei den Winter-X-Games 2017 und bei den Freestyle-Skiing-Weltmeisterschaften 2017 in Sierra Nevada jeweils auf den achten Platz.
Bei den  Olympischen Winterspielen 2018 in Pyeongchang (Südkorea) belegte die 32-Jährige im Februar den 16. Rang.